# Acetato de fenetila
Acetato de fenetila, também chamado de acetato de fenil-etil é o composto orgânico aromático de fórmula C10H12O2, massa molecular 164,2.
Classificado com No. CAS 103-45-7, CBNumber CB3766206, MOL File 103-45-7.mol.
Outros sinônimos: FEMA 2857, fenetilacetato, 2-fenetilacetato, acetato de 2-fenetila, 2-fenil-etilacetato, acetato de B-fenil-etil, benzilcarbinilacetato.
Ocorre naturalmente no melão, abacaxi, uva, conhaque, amora ártica, azeitonas e alface.

## Propriedades
Apresenta-se como um líquido claro e incolor, com odor floral.
Ponto de fusão: -31 °C
Ponto de ebulição: 238-239 °C(lit.)
Densidade: 1,032 g/mL a 25 °C(lit.)
Densidade de vapor: 5,67 (vs ar)
índice de refração: n20/D 1.498(lit.)
FEMA : 2857
Ponto de fulgor: 215 °F
Solubilidade em água: Desprezível

## Aplicações
É utilizado como um agente flavorizante e odorificante em perfumaria.

## Obtenção
Pode ser sintetizado pela ação do ácido acético sobre o álcool fenetílico em presença de ácido sulfúrico, havendo a liberação de água:
{\displaystyle \ CH_{3}COOH+C_{6}H_{5}CH_{2}CH_{2}OH\ {\xrightarrow {H_{2}SO_{4}}}\ CH_{3}COOCH_{2}CH_{2}C_{6}H_{5}+H_{2}O}
Ou pela ação do anidrido acético sobre o álcool fenetílico em presença de acetato de sódio, havendo a liberação de ácido acético:
{\displaystyle \ CH_{3}C(O)O(O)CCH_{3}+C_{6}H_{5}CH_{2}CH_{2}OH\ {\xrightarrow {CH_{3}COONa}}\ CH_{3}COOCH_{2}CH_{2}C_{6}H_{5}+CH_{3}COOH}

## Identificação
Como ensaio qualitativo para a identificação do acetato de fenetila, a 1 ml da substância, adiciona-se 5 ml de solução em etanol a 10% de hidróxido de potássio, aquece-se em um condensador de refluxo em um banho de água por 20 minutos. O odor característico desaparece. Esfria-se, e adiciona-se 8 ml de água e 1 ml ácido clorídrico diluído a 1 parte para 4 de água. A solução responderá para testes qualitativos para acetatos.
Outro teste qualitativo pode ser feito tomando-se 1 ml do acetato de fenetila, adicionando-se 0,5 g de hidróxido de potássio, e aquecendo-se até a ebulição e mantendo-a cuidadosamente, um odor de estireno se desenvolverá.

## Especificação
Acetato de fenetilo (CAS 103-45-7) também é nomeado como acetato de 2-fenetilo; Acetato de 2-feniletilo; 4-06-00-03073 (Referência Beilstein Handbook); AI3-03878; Ácido acético, éster de 2-feniletilo; Ácido acético, éster fenetilo; BRN 0638179; Acetato de benzilcarbinilo Etanol, 2 - fenil - acetato; FEMA 2857;  NSC 71927; Acetato de fenetilo (natural); Álcool fenetílico, acetato; UNII-67733846OW; acetato de beta-feniletilo. Acetato de fenetilo (CAS 103-45-7) é claro incolor para líquido amarelo pálido com cheiro doce. É insolúvel em água, solúvel em etanol, éter e outros solventes orgânicos.

## Segurança
Frases S: S24/25